# Sebahudin Biçaku
Sebahudin Biçaku, italianizzato anche in Dino Bichaku o Biciaku (Elbasan, 27 gennaio 1922 – ...), è stato un calciatore albanese, di ruolo attaccante.

## Biografia
Di famiglia nobile, era imparentato con Re Zog. Nel 1938 si trasferisce in Italia, per concludere gli studi di agraria.

## Carriera
Arrivato in Italia, viene tesserato per lo S.C. Italia di Voghera che disputa il campionato 1937-1938 della Sezione Propaganda di Voghera, unica società a Voghera visto che la vecchia Vogherese è inattiva da fine campionato 1937-1938. Nell'Italia Biçaku pratica un gioco volante a lungo respiro, smista palloni ma soprattutto calcia a rete di potenza e permette alla sua squadra di conquistare il titolo di seconda categoria della Sezione Propaganda pavese.
In seguito ha disputato due stagioni nella Pavese Luigi Belli in Serie C; nel 1941 è tornato a Voghera, militando nella V.I.S.A. Voghera che successivamente torna alla denominazione Vogherese e ottiene l'ammissione in Serie B nel 1945. Ha disputato con i rossoneri il campionato di Serie B-C Alta Italia 1945-1946 (realizzando 10 reti in 17 presenze) e la successiva stagione tra i cadetti, nella quale ha totalizzato 35 presenze con 5 reti.
Si è poi trasferito nella Biellese per un biennio in Serie C, prima di tornare alla Vogherese. Conclude la sua carriera nel gennaio 1952, quando a causa di un pugno di un avversario al termine della partita vinta sul campo del Vado perde la vista da un occhio. In suo onore verrà disputato un incontro di beneficenza nel maggio successivo, tra Vogherese e Juventus.

## Palmarès

### Club

#### Competizioni regionali
- Prima Divisione: 1

V.I.S.A. Voghera: 1941-1942